# Ligne Keihan Keishin
La ligne Keihan Keishin (京阪京津線, Keihan Keishin-sen) est une ligne ferroviaire du réseau Keihan dans les préfectures de Kyoto et Shiga au Japon. Elle relie la station de Misasagi à celle de Biwako-hamaotsu.

## Histoire
La ligne a été construite en 1912 pour relier les centres-villes de Kyoto et Ōtsu par des tramways électriques. La section entre Sanjō et Misasagi est remplacée en 1997 par la ligne de métro Tōzai. L'interconnexion est cependant assurée.

## Caractéristiques

### Ligne
- Longueur : 7,5 km
- Écartement : 1 435 mm
- Alimentation : 1 500 V par caténaire
- Nombre de voies : Double voie

### Services et interconnexions
A Misasagi, les trains continuent sur la ligne Tōzai du métro de Kyoto.

### Liste des gares

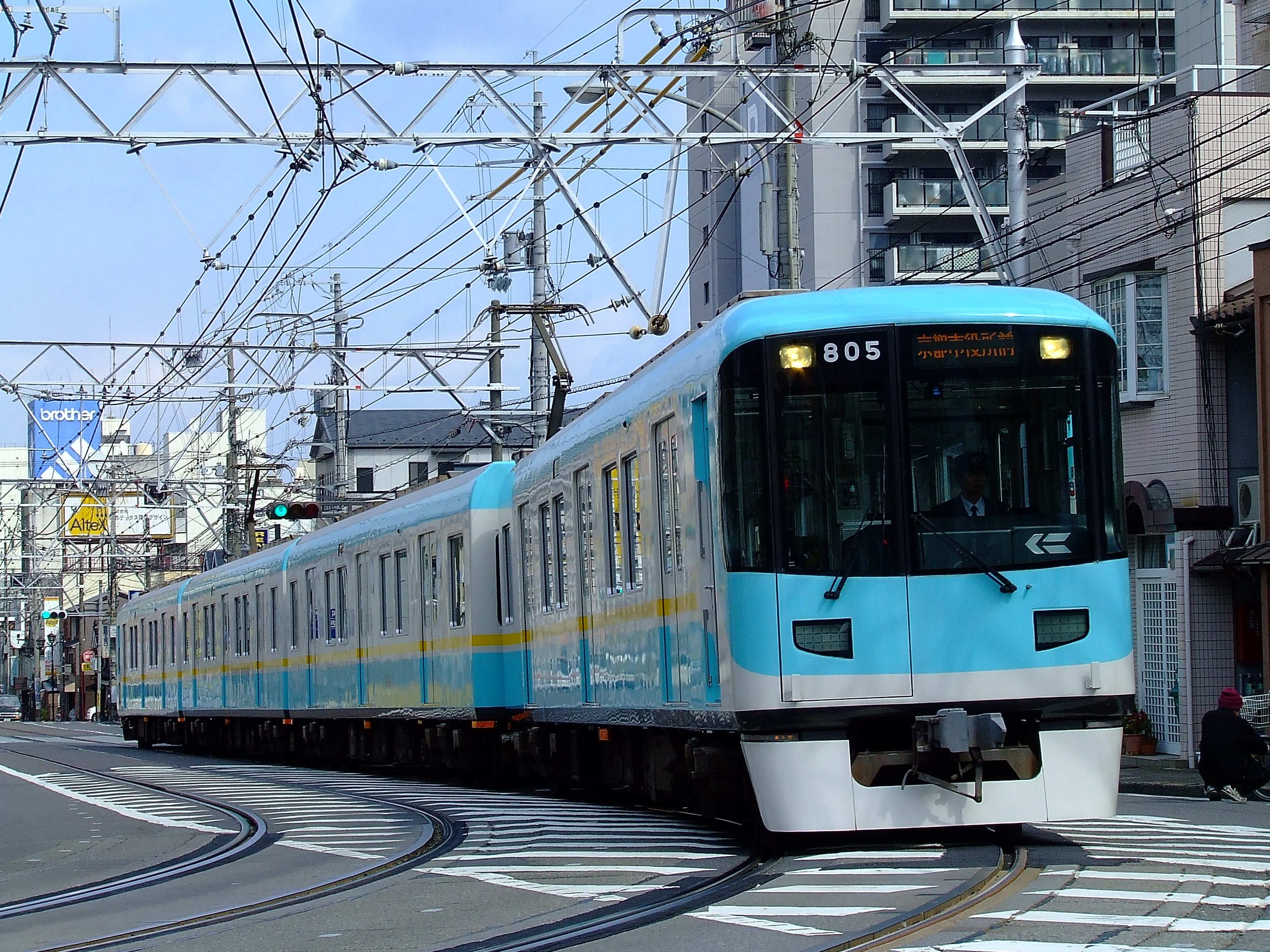
Section urbaine de la ligne entre Kamisakaemachi et Biwako-hamaotsu.

| Numéro | Gare             | Nom japonais | Distance (km) | Correspondances                                                            | Localisation | Localisation |
| ------ | ---------------- | ------------ | ------------- | -------------------------------------------------------------------------- | ------------ | ------------ |
| T08    | Misasagi         | 御陵         | 0             | Métro de Kyoto : Tōzai (interconnexion)                                    | Kyoto        |              |
| OT31   | Keihan-yamashina | 京阪山科     | 1,5           | JR West : Biwako, Kosei (à Yamashina) Métro de Kyoto : Tōzai (à Yamashina) | Kyoto        |              |
| OT32   | Shinomiya        | 四宮         | 2,1           |                                                                            | Kyoto        |              |
| OT33   | Oiwake (ja)      | 追分         | 3,4           |                                                                            | Ōtsu         |              |
| OT34   | Ōtani (ja)       | 大谷         | 5,0           |                                                                            | Ōtsu         |              |
| OT35   | Kamisakaemachi   | 上栄町       | 6,7           |                                                                            | Ōtsu         |              |
| OT12   | Biwako-hamaotsu  | びわ湖浜大津 | 7,5           | Keihan : Ishiyama Sakamoto                                                 | Ōtsu         |              |